# Christoph Maucher

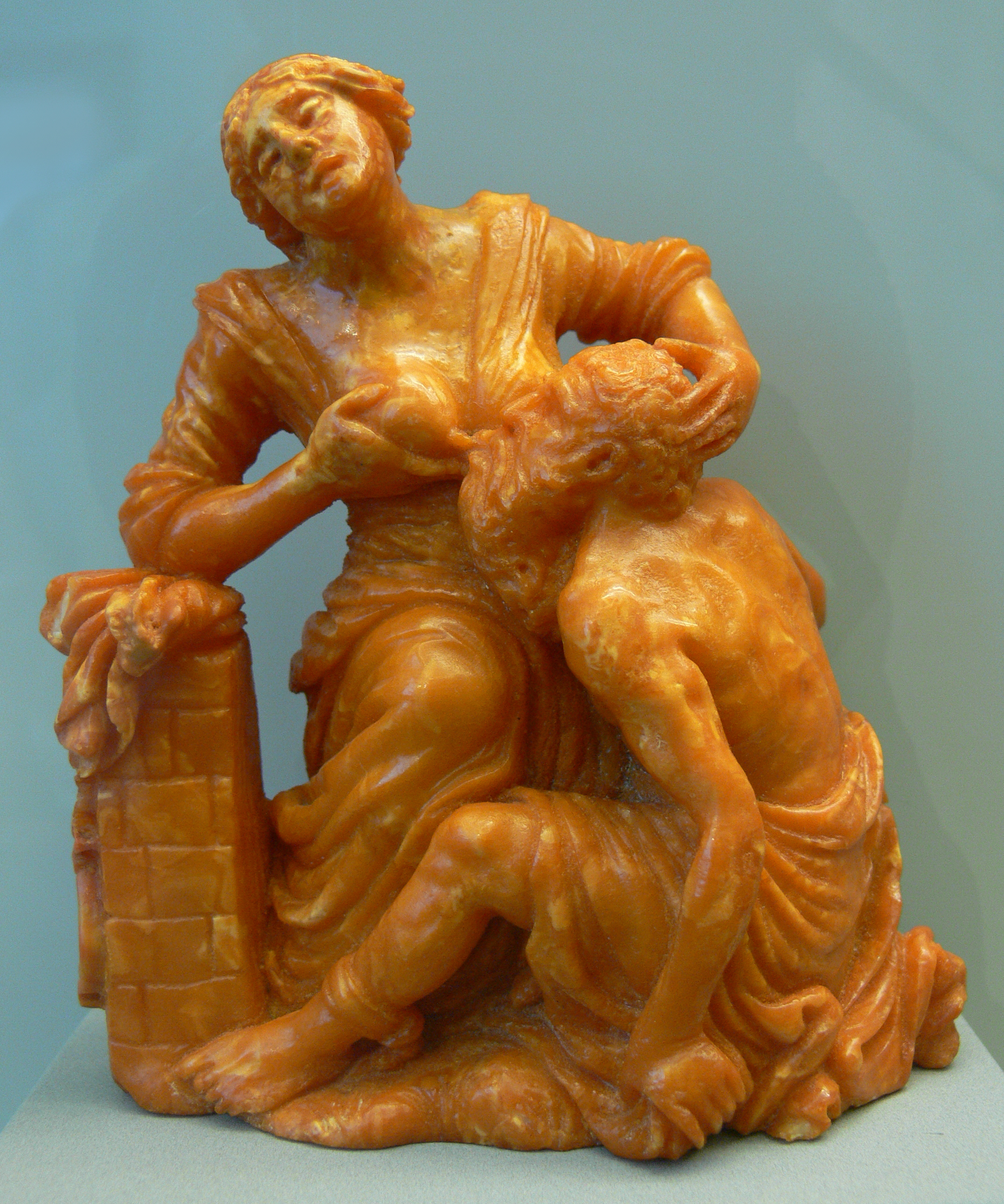
Rzeźba z bursztynu, Ch. Maucher 1690 r. Bode-Museum.

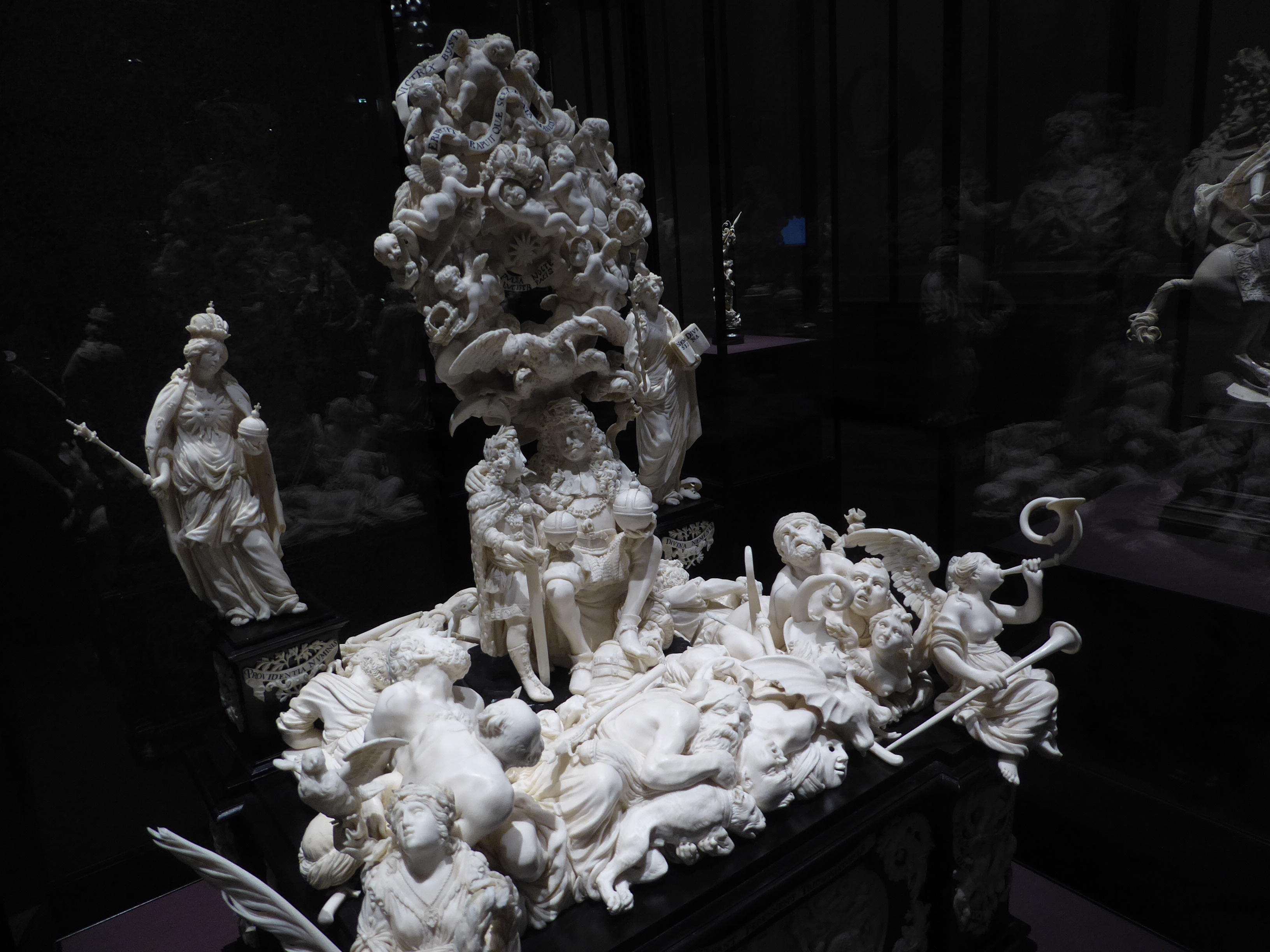
Kompozycja z kości słoniowej autorstwa Mauchera, przedstawiająca triumf Leopolda I. Muzeum Historii Sztuki w Wiedniu.

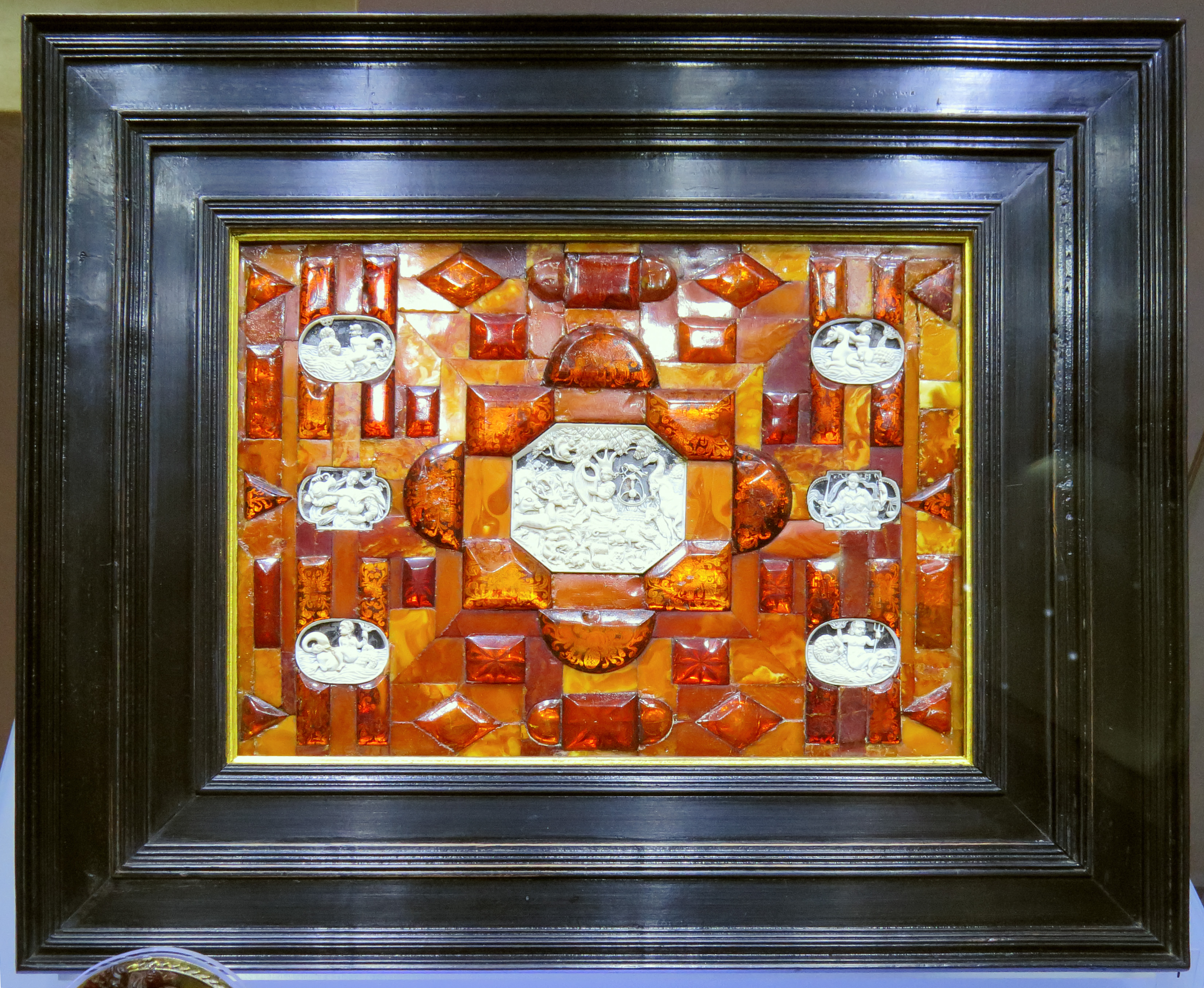
Plakietka z bursztynu, zdobionego kością słoniową i kryształami miki; 1680 r. przypuszczalnie dzieło Ch. Mauchera. Muzeum Bursztynu w Gdańsku.

Christoph Maucher (ur. 24 października 1642 w Schwäbisch Gmünd, zm. 1706 w Gdańsku) – niemiecki rzeźbiarz i bursztynnik aktywny w Gdańsku od około 1670
Ojciec Christophera, Georg, specjalizował się w Schwäbisch Gmünd w rzeźbie w kości słoniowej i nauczył syna tej umiejętności (Chodyński podaje, że Georg był szyftarzem (rzemieślnikiem tworzącym łoża dla broni palnej)). W roku 1667 pracował jako rzeźbiarz dla Karola Euzebiusza Liechtensteina. Po przybyciu ok. 1670 r. do Gdańska uczył się bursztynnictwa u Nicolausa Turau jako jego czeladnik. Później, nie uzyskawszy obywatelstwa tego miasta i nie będąc członkiem cechu bursztynników w Gdańsku, a pracując tam i wykonując kosztowne i prestiżowe zlecenia z bursztynu (także z kości słoniowej,) pozostawał w długotrwałym konflikcie z cechem, który zwracał się do gdańskiej rady miejskiej o zakazanie Maucherowi tej pracy. Rada jednak nie zdecydowała się wprowadzić takiego zakazu. Uważany za najwybitniejszego bursztynnika swoich czasów. Przypisuje mu się sześć zachowanych dzieł z kości słoniowej i dziewięć (kilkanaście wg Bielaka, s. 18) z bursztynu. Znajdują się one m.in. w kolekcjach Muzeum Wiktorii i Alberta w Londynie (rzeźbiona plakietka i grupa figuralna, obie są z bursztynu i pokazują Sąd Parysa), w Bode-Museum w Berlinie (rzeźba Sąd Parysa i rzeźba pokazująca zwycięstwo Perseusza), Muzeum Zamkowym w Malborku (cenna szkatuła), Muzeum Bursztynu w Gdańsku oraz w Muzeum Historii Sztuki w Wiedniu, gdzie jest grupa figuralna z kości słoniowej przedstawiająca triumf cesarza Leopolda I Habsburga, jest to jedyne dzieło o pewnej atrybucji, gdyż sygnowane przez artystę; inne dzieła zaliczane są do dorobku Mauchera dzięki porównawczej analizie stylistycznej. W tymże wiedeńskim muzeum zachowana jest bursztynowa statuetka Kleopatry, inna statuetka kobieca (obie z ostatniej dekady XVII w., przypisywane Maucherowi) oraz 10 fragmentów tronu z bursztynu, który Maucher we współpracy z innym gdańskim bursztynnikiem, Nicolausem Turauem, wykonał w 1677 r. dla cesarza Leopolda I Habsburga – sześć bursztynowych płaskorzeźb ze scenami mitologicznymi i portretami postaci historycznych przypisywanych jest Maucherowi. Z pracownią Mauchera wiązane są także dwa bursztynowe pojemniki zdobione kością słoniową i bursztynowa figura Trzech Gracji w drezdeńskiej kolekcji Grünes Gewölbe. W zbiorach Galleria Estense w Modenie we Włoszech są bursztynowe figurki przypuszczalnego autorstwa Mauchera.